# Kamow Ka-10
Die Kamow Ka-10 (russisch Камов Ка-10, NATO-Codename: Hat, dt.: Hut) ist ein kleiner, einfacher Experimental- und Beobachtungshubschrauber des sowjetischen Hubschrauberherstellers Kamow. Er ist eine vergrößerte Weiterentwicklung des ersten Kamow-Hubschraubers Ka-8.
Die Ka-10 hat wie die Ka-8 Koaxialrotoren, zwei Schwimmer und ein einsitziges, offenes Cockpit, aber erst der in der Ka-10 eingebaute Iwtschenko AI-4W-Kolbenmotor verfügte über ausreichend Leistung für erweiterte Test- und Demonstrationsflüge.
Der Erstflug der Ka-10 erfolgte im August 1949 durch Dmitri Jefremow. Nach der Werkserprobung wurden die maritimen Tests von Je. Gridjuschko absolviert, der mit dem Prototyp am 7. Dezember 1950 erstmals eine Deckslandung eines sowjetischen Hubschraubers auf einem Schiff, dem Kreuzer Maksim Gorki, ausführte. Es wurden nur zwölf Stück zu Testzwecken gebaut und 1953/1954 bei der Schwarzmeerflotte erprobt, davon acht als Ka-10M mit einem Doppelleitwerk und Seitenruder. Zur Serienproduktion für die sowjetische Marine kam es aufgrund der immer noch beschränkten Leistungen des Ka-10 nicht, hierfür wurde die zweisitzige Ka-15 entwickelt.

## Technische Daten
| Kenngröße             | Daten                               |
| --------------------- | ----------------------------------- |
| Konstrukteur          | Nikolai Kamow                       |
| Besatzung             | 1                                   |
| Rotordurchmesser      | (jeweils) 6,10 m                    |
| Länge                 | 3,70 m                              |
| Höhe                  | 2,50 m                              |
| Leermasse             | ca. 234 kg                          |
| Startmasse            | ca. 375 kg                          |
| Höchstgeschwindigkeit | 90 km/h                             |
| Gipfelhöhe            | 500 m                               |
| Reichweite            | 95 km                               |
| Triebwerk             | ein Iwtschenko AI-4W; 55 PS (40 kW) |